# Santiago García Rivero
Santiago García Rivero conocido también como Maestro García Rivero (Puerto de Béjar, Salamanca, 25 de julio de 1870-Bilbao, 25 de marzo de 1929) fue un educador, maestro de primaria, pedagogo español.

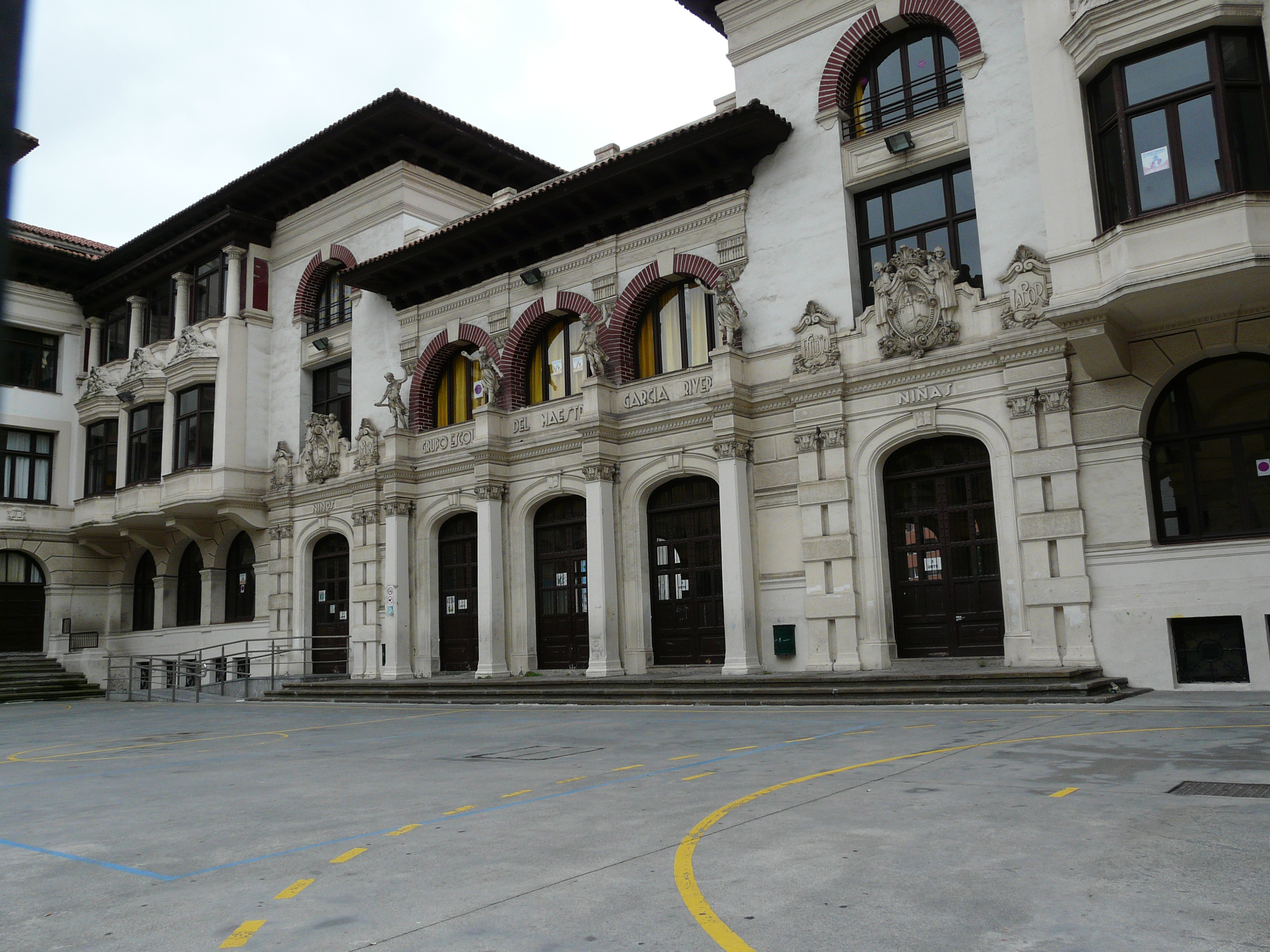
Centro de Educación Infantil y Primaria (CEIP) Maestro García Rivero

Está considerado una de las figuras más importantes de la pedagogía vasca de principios del siglo XX. Era pionero educativo, maestro de futuras generaciones y director de la Escuela Nacional de Niños de Atxuri en Bilbao durante más de 30 años, sucedido por Juan Manuel Sánchez Marcos. 

## Homenajes y distinciones
En Bilbao, hay una pequeña calle en el barrio de Indautxu y un colegio público que lleva su nombre en el barrio de Atxuri.